# Vandœuvre-lès-Nancy
Vandœuvre-lès-Nancy je město na severovýchodě Francie v departmentu Meurthe-et-Moselle a regionu Grand Est. Má 29 721 obyvatel.